# Oreovalgus montuosicollis
Oreovalgus montuosicollis är en skalbaggsart som beskrevs av Hermann Julius Kolbe 1904. Oreovalgus montuosicollis ingår i släktet Oreovalgus och familjen Cetoniidae. Inga underarter finns listade i Catalogue of Life.